# الاستفتاء الدستوري التونسي 2002
الاستفتاء الدستوري التونسي 2002 هو استفتاء وقع في 26 مايو 2002 في تونس. تعديل دستور تونس 1959 هدف لإنهاء حد للولايات الرئاسية الثلاثة التي يمكن أن يشغلها رئيس الجمهورية التونسية وبكسر الحاجز العمري المقدر ب70 سنة ورفعه ل75 سنة الذي يمكن لشخص أن يترشح لهذا المنصب. تم كذلك إنشاء غرفة برلمانية ثانية وهو مجلس المستشارين.

تم الموافقة على هذا التعديل الدستوري بنسبة 99.52%، بينما كانت نسبة المشاركة ب95.59%. لكن هذا الاستفتاء كان مزور ووصفته المعارضة بالمسخرة. المستفيد من هذا الاستفتاء هو الرئيس زين العابدين بن علي الذي هو في السلطة منذ 1987، وبقي بعد هذا الاستفتاء حتى سنة 2011 إثر الثورة التونسية.

## النتائج
| الاستفتاء الدستوري التونسي 2002 | الاستفتاء الدستوري التونسي 2002 | الاستفتاء الدستوري التونسي 2002 |
| الاختيار                        | الأصوات                         | %                               |
| ------------------------------- | ------------------------------- | ------------------------------- |
| نعم                             | 177 462 3                       | 99.52%                          |
| لا                              | 642 16                          | 0.48%                           |
| الأصوات الصحيحة                 | 819 478 3                       | 99.85%                          |
| أصوات بيضاء أو تالفة            | 172 5                           | 0.15%                           |
| مجموع الأصوات                   | 991 483 3                       | 100%                            |
| المصدر:                         |                                 |                                 |

## مقالات ذات صلة
- استفتاء
- رئيس الجمهورية التونسية